# Silene abietum
Silene abietum là loài thực vật có hoa thuộc họ Cẩm chướng. Loài này được Font Quer & Maire miêu tả khoa học đầu tiên năm 1949.